# Кирюхи
Кирю́хи — село в Україні, у Зміївській міській громаді Чугуївського району Харківської області. Населення становить 14 осіб. До 2020 орган місцевого самоврядування — Бірківська сільська рада.

## Географія
Село Кирюхи знаходиться між річками Джгун (4,5 км, правий берег) і Мжа (4 км, правий берег), примикає до сіл Федорівка і Гужвинське.

## Історія
12 червня 2020 року, відповідно до Розпорядження Кабінету Міністрів України  № 725-р «Про визначення адміністративних центрів та затвердження територій територіальних громад Харківської області», увійшло до складу Зміївської міської громади.
19 липня 2020 року, в результаті адміністративно-територіальної реформи та ліквідації Зміївського району, село увійшло до складу Чугуївського району Харківської області.

## Населення

### Мова
Розподіл населення за рідною мовою за даними перепису 2001 року:
| Мова       | Кількість | Відсоток |
| ---------- | --------- | -------- |
| українська | 10        | 71.43%   |
| російська  | 4         | 28.57%   |
| Усього     | 14        | 100%     |